# Heterocyathus aequicostatus
Heterocyathus aequicostatus е вид корал от семейство Caryophylliidae. Възникнал е преди около 5,33 млн. години по времето на периода неоген. Видът не е застрашен от изчезване.

## Разпространение и местообитание
Разпространен е в Австралия, Вануату, Индонезия, Камбоджа, Кирибати, Малайзия, Маршалови острови, Микронезия, Науру, Нова Каледония, Палау, Папуа Нова Гвинея, Сингапур, Соломонови острови, Тайланд, Тувалу, Уолис и Футуна, Фиджи и Филипини.
Обитава океани и рифове в райони с тропически климат. Среща се на дълбочина от 2,5 до 658 m, при температура на водата от 10,2 до 28,4 °C и соленост 33,3 – 35,9 ‰.